# Marie Caroline Miolan-Carvalho

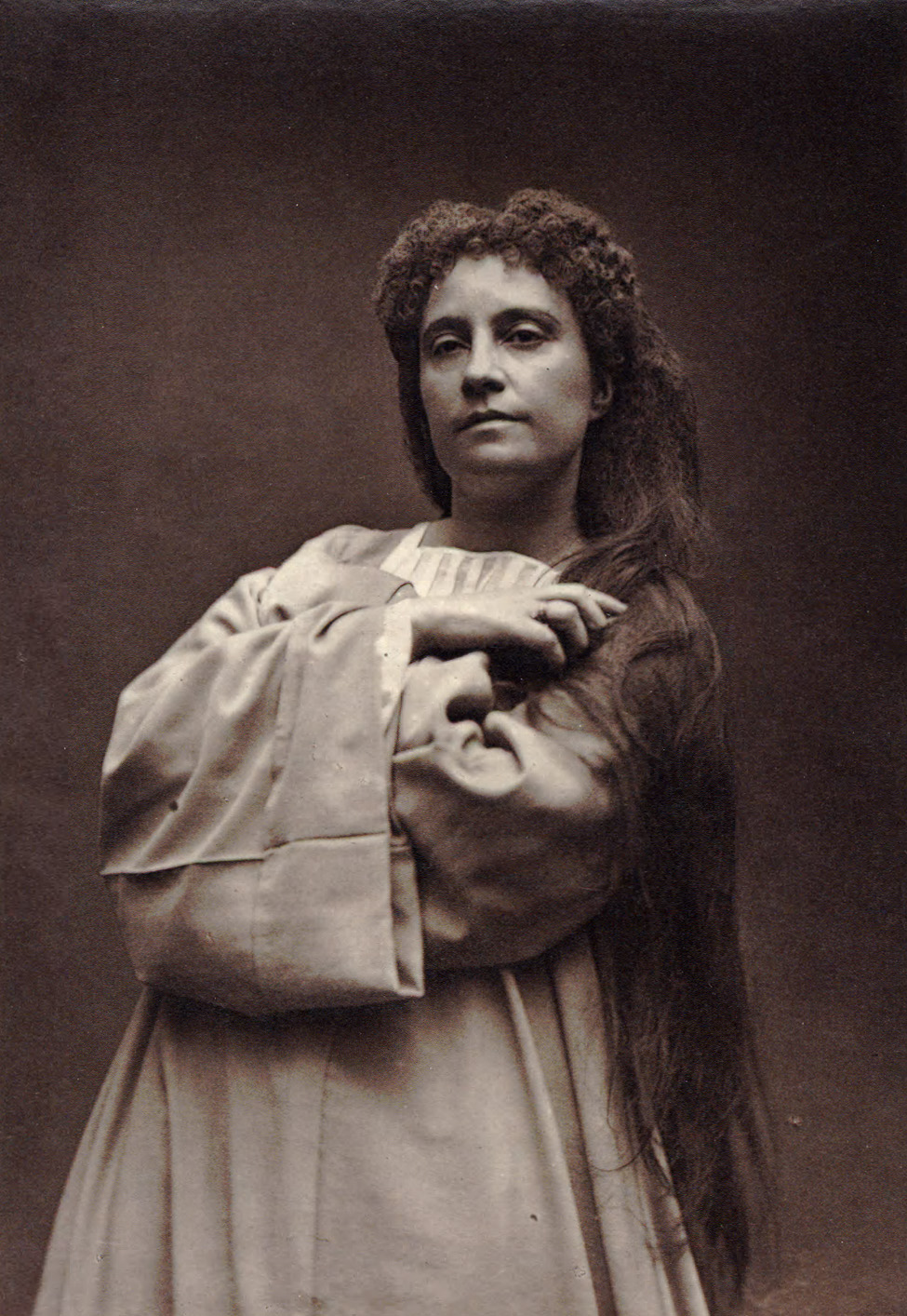
Marie Caroline Miolan-Carvalho nel ruolo di Margherita nel Faust di Gounod (1873)

Marie Caroline Miolan-Carvalho, nata Marie Caroline Félix-Miolan, (Marsiglia, 31 dicembre 1827 – Dieppe, 10 luglio 1895), è stata un soprano francese, specializzata in ruoli da soprano leggero e di coloratura.

## Biografia
Figlia di un musicista, studiò prima con il padre François Félix-Miolan, un oboista, e successivamente al Conservatoire de Paris con Gilbert Duprez. 
Fece quindi il suo debutto il 27 luglio 1848 come tourière ne Le domino noir al Théâtre-Italien di Parigi, in settembre Gertrude-Cleopatre in Le maître de chapelle all'Opéra-Comique di Parigi ed al Teatro di Brest, nel ruolo di Isabelle ne Le prophète, nel 1849. 
Il 14 dicembre 1849 fece il grande salto debuttando all'Opéra de Paris nel ruolo di protagonista in Lucia di Lammermoor e successivamente in Le Pré aux clercs, Les Huguenots, Der Freischütz, Hamlet, etc. 
Nel 1850 al Comédie-Italienne di Parigi canta nelle prime assolute di Les porcherons di Albert Grisar e la protagonista di  Giralda di Adolphe Adam.
Nel 1853, sposò Léon Carvalho, un impresario teatrale francese e futuro direttore dell'Opéra-Comique, dove poi ella cantò regolarmente. 
Cantò spesso anche al Théâtre Lyrique dal 1856 al 1867, principalmente le opere di Mozart e Rossini, ma non soltanto quelle visto che interpretò circa trenta ruoli ed in particolare di opere di Charles Gounod come Marguerite in Faust, Baucis in Philémon et Baucis, la protagonista in Mireille e Giulietta in Romeo e Giulietta. Cantò anche La Fanchonnette di Louis Clapisson, Les noces de Jeanette di Victor Massé e La cour de Célimène di Ambroise Thomas.
Si esibì spesso anche alla Royal Opera House di Londra (1859-72), ma anche a Berlino e San Pietroburgo. Si ritirò dall'attività nel 1885, cantando nel ruolo di Margherita. Dopo il ritiro dalle scene insegnò canto a Parigi. 
Nota per la sua purezza di voce e precisione nelle colorature, ella fu una delle più famose cantanti liriche francesi del suo tempo.

## Ruoli creati
- Jeannette ne Les noces de Jeannette di Massé (4 febbraio 1853, Parigi)
- La Comtesse ne La cour de Célimène di Thomas (11 aprile 1855, Parigi)
- Marguerite in Faust di Gounod (19 marzo 1859, Parigi)
- Baucis in Philémon et Baucis di Gounod (18 febbraio 1860, Parigi)
- Il ruolo del titolo in Mireille di Gounod (19 marzo 1864, Parigi)
- Juliette in Roméo et Juliette di Gounod (27 aprile 1867, Parigi)